# Crypturellus ptaritepui
Crypturellus ptaritepui е вид птица от семейство Тинамуви (Tinamidae).

## Разпространение
Видът е разпространен във Венецуела.